# Journey
Journey és una banda de rock creada el 1973 a San Francisco (Califòrnia) pel teclista Gregg Rolie i el guitarrista Neal Schon, integrants originals de Santana. D'estil rock progressiu en els seus inicis, van anar mutant a un estil més melòdic amb la incorporació del vocalista Steve Perry el 1978; que amb la seua veu va convertir a la banda en una de les més destacades dels anys 1980, amb vendes de més de 80 milions de discos a tot el món convertint-los en un dels artistes més reeixits de tots els temps.
Journey va arribar al cim de l'èxit el 1981 amb l'àlbum Escape, que contenia cançons com "Open Arms", "Who's Crying Now" i "Don't Stop Believin'". Durant eixe període la banda va llançar una sèrie de cançons d'èxit, incloent-hi "Don't Stop Believin'" el 1981, la més venuda de la història d'iTunes